# Guigou (Maroc)
Pour les articles homonymes, voir Guigou.
Guigou (en arabe : كيكو) est une commune rurale marocaine de la province de Boulemane, dans la région de Fès-Meknès. Elle a pour chef-lieu un centre urbain également nommé Guigou.

## Géographie
La petite ville de Guigou est située à 35 km au sud-est d'Ifrane.

## Démographie
D'après les nombres d'habitants fixés lors des derniers recensements, de 1994 à 2004 :
- la population de la commune rurale de Guigou a connu une hausse de 14,64 %, passant de 16 249 à 19 035 habitants (tandis que son nombre de ménages, de 2 820 en 1994, est monté à 3 694 en 2004) ;
- sa population rurale a augmenté de 2,15 %, passant de 10 801 à 11 059 habitants ;
- sa population urbaine (qui correspond à celle de sa ville chef-lieu du même nom) a augmenté de 21,7 %, passant de 5 448 à 7 976 habitants.

## Économie
Les principales activités de la commune sont l'agriculture (on y cultive principalement la pomme de terre et l'oignon) et l'élevage (essentiellement ovin).

## Patrimoine et culture
Les langues parlées sont le berbère suivi de l'arabe.